# 袭警罪 (中国大陆)
袭警罪，是中华人民共和国的刑法罪名，2021年2月26日由最高人民检察院第十三届检察委员会第六十三次会议通过并予以公布，自2021年3月1日起开始施行。

## 内容
2020年12月26日，第十三屆全國人民代表大會常務委員會第二十四次會議通過通过的《中华人民共和国刑法修正案（十一）》，将刑法第二百七十七条第五款修改为：
暴力袭击正在依法执务的人民警察的，处三年以下有期徒刑、拘役或者管制；使用枪支、管制刀具，或者以驾驶机动车撞击等手段，严重危及其人身安全的，处三年以上七年以下有期徒刑。
《最高人民法院 最高人民检察院关于执行<中华人民共和国刑法> 确定罪名的补充规定（七）》正式将刑法第二百七十七条第五款的罪名确立为袭警罪。

## 设立背景
早在2003年，王午鼎等35位全国人大代表提出议案，建议在《刑法》中增加对袭警犯罪的处罚条款。
据公安部统计，2010年至2014年，警察因同犯罪分子作斗争而遭受暴力袭击负伤8880人，连续5年总体上升，其中2014年2417人，比2013年上升24.1%。
2015年11月1日起实施的《刑法修正案（九）》在刑法第二百七十七条中增加一款作为第五款:“暴力袭击正在依法执行职务的人民警察的，依照第一款的规定从重处罚”。未说明从重如何考量。而第一款为“以暴力、威胁方法阻碍国家机关工作人员依法执行职务的，处三年以下有期徒刑、拘役、管制或者罚金（即妨害公务罪）”。
2018年，多名全国人大代表（杨蓉、周淑英 等）建议在刑法中增加“袭警罪”。

## 适用情形
重庆市人民检察院第一分院的李建超、刘欢在检察日报撰文指出（不代表最高人民法院、最高人民检察院的司法解释），警务辅助人员是面向社会招聘，为公安机关日常运转和警务活动提供辅助支持的非警察身份人员，不具有独立从事执法执勤工作的资格。对于警务辅助人员单独工作时遭受暴力袭击的，不构成袭警罪。但是警务辅助人员与警察一同执法时，无论是单独遭受侵害还是共同遭受侵害均构成袭警罪。
2020年01月10日发布的《最高人民法院、最高人民检察院、公安部关于依法惩治袭警违法犯罪行为的指导意见》中对“暴力袭击正在依法执行职务的人民警察”的解释为：
1.实施撕咬、踢打、抱摔、投掷等，对民警人身进行攻击的；
2.实施打砸、毁坏、抢夺民警正在使用的警用车辆、警械等警用装备，对民警人身进行攻击的；
对正在依法执行职务的民警虽未实施暴力袭击，但以实施暴力相威胁，符合刑法第二百七十七条第一款规定的，以妨害公务罪定罪处罚。
醉酒的人实施袭警犯罪行为，应当负刑事责任。
教唆、煽动他人实施袭警犯罪行为或者为他人实施袭警犯罪行为提供工具、帮助的，以共同犯罪论处。

## 案例
- 唐山农妇袭警案[12]
- 2022年6月丹东2019冠状病毒病疫情期间，郝某莉与其父郝某成驾车往返十纬路交通卡口时，因其健康码显示为黄码先后两次闯卡被执勤民警依法拦停。郝某莉车与民警争执，过程中其父郝某成上前击打民警面部。后郝某成因涉嫌袭警罪被采取刑事强制措施。[13]

## 评论
2003年，华南理工大学法学院副教授胡学相博士、暨南大学法学院教授刘颖博士和中山大学法学院副教授聂略泽博士三位法学专家认为，《刑法》中已经有妨害公务罪为公安干警执行公务提供法律保障，因此他们对增加袭警罪的建议持否定态度。